# Simon Becher
Simon Becher (Topeka, 1999. július 20. –) amerikai labdarúgó, a St. Louis City csatára.

## Pályafutása
Becher az amerikai Topeka városában született. Az ifjúsági pályafutását a Vancouver Whitecaps akadémiájánál kezdte.
2022-ben mutatkozott be a Vancouver Whitecaps észak-amerikai első osztályban szereplő felnőtt keretében. Először 2022. augusztus 6-án, a Houston Dynamo ellen hazai pályán 2–1-es győzelemmel zárult mérkőzés 82. percében, Javain Brown cseréjeként lépett pályára, majd hat perccel később megszerezte első gólját is a klub színeiben. 2024. január 17-én a dán másodosztályban érdekelt Horsenshez igazolt. A 2024–25-ös szezonban az amerikai St. Louis City-nél szerepelt kölcsönben. 2025. július 1-jén a St. Louis City-hez szerződött.

## Statisztikák
2024. augusztus 14. szerint
| Klub                        | Szezon   | Osztály             | Bajnokság | Bajnokság | Kupa  | Kupa | Nemzetközi | Nemzetközi | Összesen | Összesen |
| Klub                        | Szezon   | Osztály             | Meccs     | Gól       | Meccs | Gól  | Meccs      | Gól        | Meccs    | Gól      |
| --------------------------- | -------- | ------------------- | --------- | --------- | ----- | ---- | ---------- | ---------- | -------- | -------- |
| Vancouver Whitecaps         | 2022     | MLS                 | 1         | 1         | 0     | 0    | —          | —          | 1        | 1        |
| Vancouver Whitecaps         | 2023     | MLS                 | 20        | 4         | 2     | 2    | 3          | 1          | 25       | 7        |
| Horsens                     | 2023–24  | Danish 1st Division | 14        | 3         | 0     | 0    | —          | —          | 14       | 3        |
| St. Louis City (kölcsönben) | 2024     | MLS                 | 0         | 0         | 0     | 0    | 4          | 2          | 4        | 2        |
| Összesen                    | Összesen | Összesen            | 35        | 8         | 2     | 2    | 7          | 3          | 44       | 13       |

## Sikerei, díjai
Vancouver Whitecaps
- Kanadai Kupa
  - Győztes (2): 2022, 2023